# Mistrzostwa Europy Juniorów w Saneczkarstwie 1972
18. Mistrzostwa Europy juniorów w saneczkarstwie 1972 odbyły się 22 stycznia w Kufstein, w Austrii. Mistrzostwa w tym mieście rozegrano po raz drugi (poprzednio w 1964). Rozegrane zostały trzy konkurencje: jedynki kobiet, jedynki mężczyzn oraz dwójki mężczyzn. W klasyfikacji medalowej najlepsi byli reprezentanci Niemieckiej Republiki Demokratycznej. Polacy wywalczyli dwa medale. Teresa Bugajczyk została wicemistrzynią Europy, a Małgorzata Kretowicz brązową medalistką w jedynkach. 

## Terminarz
| Data             | Miejscowość | Konkurencja      | Złoto                  | Srebro                                   | Brąz                          |
| ---------------- | ----------- | ---------------- | ---------------------- | ---------------------------------------- | ----------------------------- |
| 22 stycznia 1972 | Kufstein    | Jedynki kobiet   | Eva-Maria Wernicke     | Teresa Bugajczyk                         | Małgorzata Kretowicz          |
| 22 stycznia 1972 | Kufstein    | Jedynki mężczyzn | Bernd Hahn             | Anton Winkler                            | Hans-Heinrich Winkler         |
| 22 stycznia 1972 | Kufstein    | Dwójki mężczyzn  | Hans Rinn Norbert Hahn | Hans-Henning Schulze Hans-Jürgen Neumann | Karl Feichter Ernst Haspinger |

## Wyniki

### Jedynki kobiet
- Data / Początek: Sobota 22 stycznia 1972

| Medal | Zawodniczka            | Narodowość     |
| ----- | ---------------------- | -------------- |
|       | Eva-Maria Wernicke     | NRD            |
|       | Teresa Bugajczyk       | Polska         |
|       | Małgorzata Kretowicz   | Polska         |
| 4.    | Sieglinde Peschel      | NRD            |
| 5.    | Elżbieta Kalupa        | Polska         |
| 6.    | Sieglinde Kaiser       | NRD            |
| 7.    | Rosi Böhmer            | RFN            |
| 8.    | Elfriede Pirkmann      | Austria        |
| 8.    | Marie Sparber          | Włochy         |
| 10.   | Agneta Lindskog        | Szwecja        |
| 11.   | Monika Schftschik      | RFN            |
| 12.   | Heidemarie Reiss       | NRD            |
| 13.   | Ilona Kardasińska      | Polska         |
| 14.   | Angelika Drexel        | Austria        |
| 15.   | Dorota Lazecha         | Polska         |
| 16.   | Marie Stefanjukova     | Czechosłowacja |
| 17.   | Annemarie Holmberg     | Szwecja        |
| 18.   | Margit Frick           | Austria        |
| 19.   | Elke Pilz              | RFN            |
| 20.   | Roswitha Brüheim       | RFN            |
| 21.   | Ingrid Rohner          | Austria        |
| 22.   | Christina Gruber       | Austria        |
| 23.   | Anni Fluckinger        | Austria        |
| 24.   | Elżbieta Pietruszewska | Polska         |
| 25.   | Olga Stavenska         | Czechosłowacja |
| 26.   | Steffi Eismann         | NRD            |

### Jedynki mężczyzn
- Data / Początek: Sobota 22 stycznia 1972

| Medal | Zawodnik              | Narodowość     |
| ----- | --------------------- | -------------- |
|       | Bernd Hahn            | NRD            |
|       | Anton Winkler         | RFN            |
|       | Hans-Heinrich Winkler | NRD            |
| 4.    | Andrzej Kozik         | Polska         |
| 5.    | Karl Feichter         | Włochy         |
| 6.    | Konrad Bodniewicz     | Polska         |
| 7.    | Henning Schulze       | NRD            |
| 8.    | Ulrich Hahn           | NRD            |
| 9.    | Jan Kasielski         | Polska         |
| 9.    | Bengt Ohlsson         | Szwecja        |
| 11.   | Karl Schrott          | Austria        |
| 12.   | Hubert Silginer       | Włochy         |
| 13.   | Alf Johnsson          | Szwecja        |
| 14.   | Hubert Lankes         | RFN            |
| 15.   | Pavel Michalik        | Czechosłowacja |
| 16.   | Norbert Hahn          | NRD            |
| 17.   | Ray Lindfors          | Finlandia      |
| 18.   | Peter Plaikner        | Włochy         |
| 19.   | Lubomir Zeman         | Czechosłowacja |
| 20.   | Tomas Cidlik          | Czechosłowacja |
| 21.   | Gottfried Frener      | Włochy         |
| 22.   | Helmut Walder         | Austria        |
| 23.   | Reinhard Baier        | RFN            |
| 24.   | Ernst Sklenarz        | Austria        |
| 25.   | Henryk Sarata         | Polska         |
| 26.   | Tadeusz Kowalczyk     | Polska         |
| 27.   | Vladimir Resl         | Czechosłowacja |
| 28.   | Alois Furtschegger    | Włochy         |
| 29.   | Peter Silginer        | Włochy         |
| 30.   | Serge Barnel          | Francja        |
| 31.   | Erich Glade           | RFN            |
| 32.   | Georg Fluckinger      | Austria        |
| 33.   | Heribert Wagner       | Austria        |
| 34.   | Grzegorz Jednorowski  | Polska         |
| 35.   | Martin Mandl          | Austria        |
| 36.   | Ernst Haspinger       | Włochy         |
| 37.   | Heinz Schellhorn      | Austria        |
| 38.   | Hans Rinn             | NRD            |
| 39.   | Roman Raich           | RFN            |
| 40.   | Franz Frener          | Włochy         |
| 41.   | Hans Bauer            | RFN            |
| 42.   | Marek Temeczko        | Polska         |
| 43.   | Branko Stefelin       | Jugosławia     |
| 44.   | Franz Maurer          | RFN            |
| 45.   | Jean Michel Picat     | Francja        |
| 46.   | Bernard Ollangnier    | Francja        |
| 47.   | Leopold Schädler      | Liechtenstein  |
| 48.   | Poldi Schädler        | Liechtenstein  |
| 49.   | Maryan Petelinkar     | Jugosławia     |
| 50.   | Bertram Beck          | Liechtenstein  |
| 51.   | Drago Cesen           | Jugosławia     |
| 52.   | Piotr Bugajczyk       | Polska         |
| 53.   | Erwin Acherer         | Austria        |

### Dwójki mężczyzn
- Data / Początek: Sobota 22 stycznia 1972

| Medal | Zawodnik                            | Narodowość     |
| ----- | ----------------------------------- | -------------- |
|       | Hans Rinn Norbert Hahn              | NRD            |
|       | Henning Schulze Hans-Jürgen Neumann | NRD            |
|       | Karl Feichter Ernst Haspinger       | Włochy         |
| 4.    | Jan Kasielski Andrzej Korzik        | Polska         |
| 5.    | Ray Lindfors Bengt Ohlsson          | Finlandia      |
| 6.    | Pavel Michalik Vladimir Resl        | Czechosłowacja |
| 7.    | Karl Schrott Werner Lechleitner     | Austria        |
| 8.    | Othmar Peer Anton Motz              | Austria        |
| 9.    | Anton Winkler Roman Raich           | RFN            |
| 10.   | Heribert Wagner Franz Steiner       | Austria        |
| 11.   | Serge Barnel Jean Michel Picat      | Francja        |
| 12.   | Hubert Silginer Peter Silginer      | Włochy         |
| 13.   | Martin Mandl Stefan Scheucher       | Austria        |
| 14.   | Lubomir Zeman Tomas Cidlik          | Czechosłowacja |
| 15.   | Bernd Hahn Ulrich Hahn              | NRD            |
| 16.   | Alf Johnsson Michael Gardebäck      | Szwecja        |
| 17.   | Hubert Lankes Hans Bauer            | RFN            |
| 18.   | Henryk Sarata Konrad Bodniewicz     | Polska         |
| 19.   | Reinhard Baier Franz Maurer         | RFN            |
| 20.   | Gottfried Frener Franz Frener       | Włochy         |
| 21.   | Piotr Bugajczyk Tadeusz Kowalczyk   | Polska         |

## Klasyfikacja medalowa
| Miejsce | Państwo |   |   |   | Razem |
| ------- | ------- | - | - | - | ----- |
| 1.      | NRD     | 3 | 1 | 1 | 5     |
| 2.      | Polska  | 0 | 1 | 1 | 2     |
| 3.      | RFN     | 0 | 1 | 0 | 1     |
| 4.      | Włochy  | 0 | 0 | 1 | 1     |